# استیو هورسفرد
استیو هورسفرد (به انگلیسی: Steve Horsford) نمایندهٔ حوزه انتخابیه چهارم نوادا از حزب دموکرات ایالات متحده آمریکا در مجلس نمایندگان ایالات متحده آمریکا است که برای نخستین‌بار در ۶ ژانویه ۲۰۱۳ میلادی به‌عضویت این مجلس درآمد.